# سوم (صاروخ)
سوم (بالتركية: Satha Atılan Orta Menzilli Mühimmat) هو أول صاروخ تركي مجنح مطور من صاروخ جوال عالي الدقة، يمكن إطلاقه من منصات أرضية أو بحرية أو جوية، كشف عنه لأول مرة في 4 يونيو 2011 خلال احتفالات الذكرى السنوية المئة للقوات المسماة القوات الجوية التركية، وتم تطويره منذ 2006م، ويعتبر هذا الصاروخ أول صاروخ محلي تركي لتدمير الأهداف الثابتة والمتحركة على مسافة 180 كيلو متر.
يحتوي الصاروخ علي محرك صاروخي من نوع توربوجيت، وتبلغ سرعته  0.8 ماخ.

## مبدأ العمل
بعد إطلاق الصاروخ من الطائرة يقوم بفتح أجنحته ومن ثم يشغل محركه النفاث مرورا بالشواخص التي تم تعريفه بها وعند وصوله إلى الهدف يتجه في النوع أ رأسيا نحو الإحداثيات التي تم برمجته عليها بينما للنوع ب – 1 فقد تم إضافة جهاز تمشيط في مقدمة الصاروخ يعمل بالتمشيط بالنظر بالأشعة الفوق الحمراء. ليصيب الهدف بدقة أكبر ويدمره.

## النسخ
SOM Aالنسخة القياسية المخصصة لدى القوات الجوية التركية لمهاجمة هدف عن طريق الإحداثيات.
SOM B BLOCK 1النسخة المطورة المخصصة لدى سلاح الجو التركي لمهاجمة هدف عسكري عن طريق استعمال الضربة الجراحية.
SOM B BLOCK 2نسخة مطورة من صاروخ «سوم بلوك 1» ولكنها مزودة برأس حربي مزدوج.
SOM B BLOCK 3نسخة مطورة تحتوي على وصلة بيانات لتحديث داتا الصاروخ بعد اجتيازه نصف المسافة من الهدف.

## المشغلين
تركيادُمج الصاروخ مع مقاتلات إف-16 والفانتوم التابعة للقوات الجوية التركية بواسطة الشركة التركية لصناعات الفضاء.